# Les Tisserands du pouvoir (film)
Pour les articles homonymes, voir Les Tisserands du pouvoir.
Série
Les Tisserands du pouvoir 2
(1988)
Pour plus de détails, voir Fiche technique et Distribution.
Les Tisserands du pouvoir est un film franco-canadien réalisé par Claude Fournier en 1988 d'après son roman. Il a également été diffusé à la télévision sous forme de mini-série en six épisodes.
Il a été suivi d'un second film, lui aussi diffusé sous forme de mini-série : Les Tisserands du pouvoir 2 : La Révolte.

## Contexte historique
Au début du XXe siècle, après la Première Guerre mondiale, le Canada connaît une récession économique importante. C'est dans l’Histoire du Québec la période où le peuple québécois a connu l’exode aux États-Unis qui ne subissaient pas une récession aussi marquée. Dès 1925-1926, cet exode se résorbait. L’estimation des historiens varie sur le nombre de Québécois ayant migré pour aller travailler dans les usines américaines. On parle parfois d’un peu plus d’une centaine de milliers de personnes et d’autres fois de plus de six cent mille. Compte tenu de la population totale du Québec à l’époque, l’exode d’une fraction importante des Québécois est un fait historique majeur. Il demeure en Nouvelle-Angleterre nombre de citoyens de souche franco-canadien dont les ancêtres y sont restés, en effet un recensement de 1990 indique qu'aux États-Unis, il y a 13 500 000 personnes d’origine francophone dont moins de 2 000 000 ont le français comme langue d’usage.

## Synopsis
Le film se déroule au Québec et en Nouvelle-Angleterre où des familles entières de Québécois s'exilent pour aller travailler dans les usines américaines de textile. Exploités, ne parlant pas la langue des patrons, les membres de la famille Lambert et leurs concitoyens luttent pour conserver des conditions de survie pour les leurs. L’intrigue développe leur vie difficile, aux prises avec le mépris et la dureté du gérant d’usine et de son patron d’origine française.

## Fiche technique
- Titre : Les Tisserands du pouvoir
- Réalisation : Claude Fournier
- Scénario : Michel Cournot, Claude Fournier et Marie-José Raymond
- Costumes : Michèle Hamel, Christiane Cost
- Photographie : John Berrie
- Montage : Claude Fournier, Yurij Luhovy
- Musique : Martin Fournier
- Production : René Malo
- Sociétés de production : Ciné les Tisserands, Malofilm
- Société de distribution : Malofilms Distribution (cinéma) ; FR3 et Radio-Canada (télévision)
- Pays :  France /  Canada
- Langue : français
- Durée : 1 h 53 (cinéma)
- Date de sortie : Québec : 21 octobre 1988 (en salles)

## Distribution
- Michel Forget : Valmore Lambert
- Charlotte Laurier : Madeleine Lambert
- Andrée Pelletier : Évelyne Lambert
- Denis Bouchard : Baptiste Lambert à 20 ans
- Gratien Gélinas : Baptiste Lambert à 86 ans
- Félix Laferte : Baptiste Lambert enfant
- Pierre Chagnon : Émile Fontaine
- Dominique Michel : Henriette Fontaine
- Gabrielle Lazure : Simone Fontaine
- Madeleine Robinson : Betty Roussel
- Jean Desailly : Auguste Roussel
- Aurélien Recoing : Jacques Roussel
- Elizabeth Burr : Diane Russell
- Gérard Caillaud : Gabrielli
- Luis de Cespedes : Biondi
- Paul Hébert : Pelland
- Mimi d'Estée : Mrs Pelland
- Peter Fernandez : Mr Kenney
- Denise Filiatrault : Emma Leclair
- Rémy Girard : le maire Gauthier
- Juliette Huot : sœur Bernadette
- Marcel Leboeuf : Adelbert
- Francis Lemaire : Julien Dubrisay
- Anne Létourneau : Fidelia
- Jean Mathieu : M. Bourgoin
- André Melançon : Olivat
- Jean-Marie Moncelet : Flipo
- Jean-René Ouellet : le supérieur du collège
- Gérard Paradis : Cléophas Larouche
- Lissa Pillu : Mlle Marmin
- Donald Pilon : le maire Rochon
- Francis Reddy : Richard Laverdiere
- Olivette Thibault : Mme Larouche
- John Wildman : John Elliott
- Paul Berval : Clemm Tardiff
- Jocelyn Bérubé
- René Caron
- Gérard Pinteau
- Jean Paré
- Clément Richard
- Serge Turgeon

## Distinctions

### Récompenses
- Prix Gémeaux 1990 :
  - Meilleure mini-série pour Marie-José Raymond
  - Meilleure réalisation d'émission dramatique ou mini-série pour Claude Fournier
  - Meilleur texte pour une émission dramatique ou une mini-série pour Marie-José Raymond, Claude Fournier et Michel Cournot
  - Meilleure interprétation pour un premier rôle masculin dans une émission ou mini-série dramatique pour Michel Forget

### Nominations
- Prix Génie 1989 : 
  - Meilleurs costumes pour Christine Cost et Michèle Hamel
  - Meilleur scénario original pour Claude Fournier, Michel Cournot et Marie-José Raymond